# Thomas Etlinger
Thomas Etlinger (6 de octubre de 1972) es un deportista austríaco que compitió en judo. Ganó una medalla de plata en el Campeonato Europeo de Judo de 1993 en la categoría de –95 kg.

## Palmarés internacional
| Campeonato Europeo | Campeonato Europeo | Campeonato Europeo | Campeonato Europeo |
| Año                | Lugar              | Medalla            | Categoría          |
| ------------------ | ------------------ | ------------------ | ------------------ |
| 1993               | Atenas (Grecia)    | Medalla de plata   | –95 kg             |